# Limnephilus nybomi
Limnephilus nybomi är en nattsländeart som beskrevs av Malicky 1984. Limnephilus nybomi ingår i släktet Limnephilus och familjen husmasknattsländor. Inga underarter finns listade i Catalogue of Life.